# Kostel svaté Anny (Plzeň)
Pravoslavný chrám svaté Anny a svaté Růženy Limské je nově vysvěcený kostel v Plzni. Nachází se v Bezručově ulici čp. 463. Kostel je zapsán na seznamu nemovitých památek jako součást areálu bývalého kláštera dominikánek. V současné době kostel využívá česká pravoslavná církev.

## Historie
Barokní, původně římskokatolický kostel pochází z let 1712 až 1735 a byl projektován jako chrám kláštera dominikánek. Autorem stavebního projektu klášterního kostela byl architekt Jakub Auguston.
Kostel byl po celkové rekonstrukci znovuvysvěcen 12. října 2014 metropolitním správcem Pravoslavné církve v českých zemích a na Slovensku vladykou Simeonem. Slavnostní liturgie se jako host zúčastnil také emeritní arcibiskup pražský a primas český římskokatolické církve, kardinál Miloslav Vlk.